# Championnats du monde de ski alpin 2013, résultats détaillés

## Hommes

### Descente
| Rang               | Skieur             | Temps         | Retard   |
| ------------------ | ------------------ | ------------- | -------- |
| Médaille d'or      | Aksel Lund Svindal | 2 min 01 s 32 | —        |
| Médaille d'argent  | Dominik Paris      | 2 min 01 s 78 | + 0 s 46 |
| Médaille de bronze | David Poisson      | 2 min 02 s 29 | + 0 s 97 |
| 4                  | Klaus Kröll        | 2 min 02 s 67 | + 1 s 35 |
| 5                  | Andreas Romar      | 2 min 02 s 68 | + 1 s 36 |
| 6                  | Silvan Zurbriggen  | 2 min 02 s 69 | + 1 s 37 |
| 7                  | Patrick Küng       | 2 min 02 s 86 | + 1 s 54 |
| 8                  | Didier Defago      | 2 min 02 s 91 | + 1 s 59 |
| 9                  | Jan Hudec          | 2 min 02 s 99 | + 1 s 67 |
| 10                 | Adrien Théaux      | 2 min 03 s 03 | + 1 s 71 |

| Caractéristiques de la piste |        |
| Altitude de départ           | 1753 m |
| Altitude d'arrivée           | 777 m  |
| Longueur                     | 3334 m |
| Dénivellation                | 976 m  |

### Super G
| Rang               | Skieur                | Temps         | Retard   |
| ------------------ | --------------------- | ------------- | -------- |
| Médaille d'or      | Ted Ligety            | 1 min 23 s 96 | —        |
| Médaille d'argent  | Gauthier de Tessières | 1 min 24 s 16 | + 0 s 20 |
| Médaille de bronze | Aksel Lund Svindal    | 1 min 24 s 18 | + 0 s 22 |
| 4                  | Hannes Reichelt       | 1 min 24 s 51 | + 0 s 55 |
| 5                  | Matthias Mayer        | 1 min 24 s 91 | + 0 s 95 |
| 6                  | Alexis Pinturault     | 1 min 24 s 99 | + 1 s 03 |
| 7                  | Christof Innerhofer   | 1 min 25 s 05 | + 1 s 09 |
| 8                  | Romed Baumann         | 1 min 25 s 17 | + 1 s 21 |
| 9                  | Adrien Théaux         | 1 min 25 s 21 | + 1 s 25 |
| 10                 | Georg Streitberger    | 1 min 25 s 30 | + 1 s 34 |

| Caractéristiques de la piste |        |
| Altitude de départ           | 1331 m |
| Altitude d'arrivée           | 771 m  |
| Longueur                     | 2218 m |
| Dénivellation                | 560 m  |

### Slalom géant
| Rang               | Skieur              | Temps         | Retard   |
| ------------------ | ------------------- | ------------- | -------- |
| Médaille d'or      | Ted Ligety          | 2 min 28 s 92 | —        |
| Médaille d'argent  | Marcel Hirscher     | 2 min 29 s 73 | + 0 s 81 |
| Médaille de bronze | Manfred Moelgg      | 2 min 30 s 67 | + 1 s 75 |
| 4                  | Aksel Lund Svindal  | 2 min 30 s 71 | + 1 s 79 |
| 5                  | Alexis Pinturault   | 2 min 30 s 86 | + 1 s 94 |
| 6                  | Davide Simoncelli   | 2 min 31 s 00 | + 2 s 08 |
| 7                  | Fritz Dopfer        | 2 min 31 s 11 | + 2 s 19 |
| 8                  | Philipp Schörghofer | 2 min 31 s 17 | + 2 s 25 |
| 9                  | Benjamin Raich      | 2 min 31 s 32 | + 2 s 40 |
| 10                 | Felix Neureuther    | 2 min 31 s 70 | + 2 s 78 |

| Caractéristiques de la piste (2e manche) |           |
| Altitude de départ                       | 1148 m    |
| Altitude d'arrivée                       | 745 m     |
| Longueur                                 | 53 portes |
| Dénivellation                            | 403 m     |

### Slalom
| Rang               | Skieur            | Temps         | Retard   |
| ------------------ | ----------------- | ------------- | -------- |
| Médaille d'or      | Marcel Hirscher   | 1 min 51 s 03 | —        |
| Médaille d'argent  | Felix Neureuther  | 1 min 51 s 45 | + 0 s 42 |
| Médaille de bronze | Mario Matt        | 1 min 51 s 68 | + 0 s 65 |
| 4                  | Andre Myhrer      | 1 min 52 s 08 | + 1 s 05 |
| 5                  | Ivica Kostelić    | 1 min 52 s 15 | + 1 s 12 |
| 6                  | Alexis Pinturault | 1 min 52 s 27 | + 1 s 24 |
| 7                  | Fritz Dopfer      | 1 min 52 s 52 | + 1 s 49 |
| 8                  | Jens Byggmark     | 1 min 52 s 85 | + 1 s 82 |
| 9                  | Mattias Hargin    | 1 min 52 s 96 | + 1 s 93 |
| 10                 | Mitja Valenčič    | 1 min 53 s 20 | + 2 s 17 |

| Caractéristiques de la piste (2e manche) |            |
| Altitude de départ                       | ... m      |
| Altitude d'arrivée                       | ... m      |
| Longueur                                 | ... portes |
| Dénivellation                            | ... m      |

### Super combiné
| Rang               | Skieur            | Temps         | Retard   |
| ------------------ | ----------------- | ------------- | -------- |
| Médaille d'or      | Ted Ligety        | 2 min 56 s 96 | —        |
| Médaille d'argent  | Ivica Kostelić    | 2 min 58 s 11 | + 1 s 15 |
| Médaille de bronze | Romed Baumann     | 2 min 58 s 13 | + 1 s 17 |
| 4                  | Andreas Romar     | 2 min 58 s 30 | + 1 s 34 |
| 5                  | Sandro Viletta    | 2 min 58 s 38 | + 1 s 42 |
| 6                  | Alexis Pinturault | 2 min 58 s 41 | + 1 s 45 |
| 7                  | Silvan Zurbriggen | 2 min 58 s 42 | + 1 s 46 |
| 8                  | Carlo Janka       | 2 min 58 s 65 | + 1 s 69 |
| 9                  | Dominik Paris     | 2 min 58 s 88 | + 1 s 92 |
| 10                 | Matthias Mayer    | 2 min 59 s 37 | + 2 s 41 |

| Caractéristiques de la piste (Slalom) |           |
| Altitude de départ                    | 963 m     |
| Altitude d'arrivée                    | 745 m     |
| Longueur                              | 64 portes |
| Dénivellation                         | 216 m     |

## Femmes

### Descente
| Rang               | Skieur             | Temps         | Retard   |
| ------------------ | ------------------ | ------------- | -------- |
| Médaille d'or      | Marion Rolland     | 1 min 50 s 00 | —        |
| Médaille d'argent  | Nadia Fanchini     | 1 min 50 s 16 | + 0 s 16 |
| Médaille de bronze | Maria Höfl-Riesch  | 1 min 50 s 70 | + 0 s 70 |
| 4                  | Nadja Kamer        | 1 min 50 s 74 | + 0 s 74 |
| 5                  | Julia Mancuso      | 1 min 50 s 85 | + 0 s 85 |
| 6                  | Stacey Cook        | 1 min 50 s 91 | + 0 s 91 |
| 7                  | Tina Maze          | 1 min 51 s 21 | + 1 s 21 |
| 8                  | Andrea Fischbacher | 1 min 51 s 23 | + 1 s 23 |
| 9                  | Elena Fanchini     | 1 min 51 s 45 | + 1 s 45 |
| 10                 | Elisabeth Görgl    | 1 min 51 s 48 | + 1 s 48 |

| Caractéristiques de la piste |        |
| Altitude de départ           | 1479 m |
| Altitude d'arrivée           | 771 m  |
| Longueur                     | 3050 m |
| Dénivellation                | 708 m  |

### Super G
| Rang               | Skieur              | Temps         | Retard   |
| ------------------ | ------------------- | ------------- | -------- |
| Médaille d'or      | Tina Maze           | 1 min 35 s 39 | —        |
| Médaille d'argent  | Lara Gut            | 1 min 35 s 77 | + 0 s 38 |
| Médaille de bronze | Julia Mancuso       | 1 min 35 s 91 | + 0 s 52 |
| 4                  | Sofia Goggia        | 1 min 35 s 96 | + 0 s 57 |
| 5                  | Fabienne Suter      | 1 min 36 s 25 | + 0 s 86 |
| 6                  | Ilka Stuhec         | 1 min 36 s 28 | + 0 s 89 |
| 7                  | Daniela Merighetti  | 1 min 36 s 32 | + 0 s 93 |
| 8                  | Viktoria Rebensburg | 1 min 36 s 33 | + 0 s 94 |
| 9                  | Andrea Fischbacher  | 1 min 36 s 40 | + 1 s 01 |
| 10                 | Dominique Gisin     | 1 min 36 s 57 | + 1 s 18 |

| Caractéristiques de la piste |        |
| Altitude de départ           | 1331 m |
| Altitude d'arrivée           | 771 m  |
| Longueur                     | 2218 m |
| Dénivellation                | 560 m  |

### Slalom géant
| Rang               | Skieur               | Temps         | Retard   |
| ------------------ | -------------------- | ------------- | -------- |
| Médaille d'or      | Tessa Worley         | 2 min 08 s 06 | —        |
| Médaille d'argent  | Tina Maze            | 2 min 09 s 18 | + 1 s 12 |
| Médaille de bronze | Anna Fenninger       | 2 min 09 s 24 | + 1 s 18 |
| 4                  | Kathrin Zettel       | 2 min 09 s 60 | + 1 s 54 |
| 5                  | Frida Hansdotter     | 2 min 10 s 34 | + 2 s 28 |
| 6                  | Mikaela Shiffrin     | 2 min 10 s 36 | + 2 s 30 |
| 7                  | Lara Gut             | 2 min 10 s 44 | + 2 s 38 |
| 8                  | Marie-Michèle Gagnon | 2 min 10 s 69 | + 2 s 63 |
| 9                  | Maria Höfl-Riesch    | 2 min 11 s 08 | + 3 s 02 |
| 10                 | Ana Drev             | 2 min 11 s 21 | + 3 s 15 |

| Caractéristiques de la piste (2e manche) |           |
| Altitude de départ                       | 1105 m    |
| Altitude d'arrivée                       | 745 m     |
| Longueur                                 | 42 portes |
| Dénivellation                            | 360 m     |

### Slalom
| Rang               | Skieur                  | Temps         | Retard   |
| ------------------ | ----------------------- | ------------- | -------- |
| Médaille d'or      | Mikaela Shiffrin        | 1 min 39 s 85 | —        |
| Médaille d'argent  | Michaela Kirchgasser    | 1 min 40 s 07 | + 0 s 22 |
| Médaille de bronze | Frida Hansdotter        | 1 min 40 s 11 | + 0 s 26 |
| 4                  | Tanja Poutiainen        | 1 min 40 s 46 | + 0 s 61 |
| 5                  | Tina Maze               | 1 min 40 s 61 | + 0 s 76 |
| 6                  | Maria Pietilae-Holmner  | 1 min 40 s 91 | + 1 s 06 |
| 7                  | Veronika Velez Zuzulová | 1 min 41 s 18 | + 1 s 33 |
| 8                  | Sarka Zahrobska         | 1 min 41 s 22 | + 1 s 37 |
| 9                  | Marlies Schild          | 1 min 41 s 43 | + 1 s 58 |
| 10                 | Kathrin Zettel          | 1 min 41 s 52 | + 1 s 67 |

| Caractéristiques de la piste (2e manche) |           |
| Altitude de départ                       | 940 m     |
| Altitude d'arrivée                       | 745 m     |
| Longueur                                 | 61 portes |
| Dénivellation                            | 195 m     |

### Super combiné
| Rang               | Skieur               | Temps         | Retard   |
| ------------------ | -------------------- | ------------- | -------- |
| Médaille d'or      | Maria Höfl-Riesch    | 2 min 39 s 92 | —        |
| Médaille d'argent  | Tina Maze            | 2 min 40 s 38 | + 0 s 46 |
| Médaille de bronze | Nicole Hosp          | 2 min 40 s 92 | + 1 s 00 |
| 4                  | Michaela Kirchgasser | 2 min 41 s 56 | + 1 s 64 |
| 5                  | Kathrin Zettel       | 2 min 41 s 71 | + 1 s 79 |
| 6                  | Elisabeth Görgl      | 2 min 42 s 24 | + 2 s 32 |
| 7                  | Sofia Goggia         | 2 min 42 s 69 | + 2 s 77 |
| 8                  | Julia Mancuso        | 2 min 43 s 25 | + 3 s 33 |
| 9                  | Sara Hector          | 2 min 43 s 59 | + 3 s 67 |
| 10                 | Dominique Gisin      | 2 min 43 s 60 | + 3 s 68 |

| Caractéristiques de la piste (Slalom) |           |
| Altitude de départ                    | 940 m     |
| Altitude d'arrivée                    | 745 m     |
| Longueur                              | 60 portes |
| Dénivellation                         | 195 m     |

## Nations

### Tableau récapitulatif
|  | Huitièmes de finale | Huitièmes de finale |           |                        | Quarts de finale       | Quarts de finale |  |  | Demi-finales | Demi-finales |  |  | Finale | Finale |
|  | Huitièmes de finale | Huitièmes de finale |           |                        | Quarts de finale       | Quarts de finale |  |  | Demi-finales | Demi-finales |  |  | Finale | Finale |
|  |                     |                     |           |                        |                        |                  |  |  |              |              |  |  |        |        |
|  |                     |                     |           |                        |                        |                  |  |  |              |              |  |  |        |        |
|  |                     |                     |           |                        |                        |                  |  |  |              |              |  |  |        |        |
|  | Autriche            |                     |           |                        |                        |                  |  |  |              |              |  |  |        |        |
|  |                     |                     |           |                        |                        |                  |  |  |              |              |  |  |        |        |
|  |                     |                     |           |                        |                        |                  |  |  |              |              |  |  |        |        |
|  | Autriche            | 3                   |           |                        |                        |                  |  |  |              |              |  |  |        |        |
|  | Autriche            | 3                   |           |                        |                        |                  |  |  |              |              |  |  |        |        |
|  |                     | Slovénie            | 1         |                        |                        |                  |  |  |              |              |  |  |        |        |
|  | Slovénie            | Slovénie            | 1         | 2                      |                        |                  |  |  |              |              |  |  |        |        |
|  | Slovénie            |                     |           | 2                      |                        |                  |  |  |              |              |  |  |        |        |
|  | Norvège             | 2                   |           |                        |                        |                  |  |  |              |              |  |  |        |        |
|  | Norvège             | 2                   | Autriche  | 4                      |                        |                  |  |  |              |              |  |  |        |        |
|  |                     |                     | Autriche  | 4                      |                        |                  |  |  |              |              |  |  |        |        |
|  |                     | Allemagne           | 0         |                        |                        |                  |  |  |              |              |  |  |        |        |
|  | Allemagne           | Allemagne           | 0         | 3                      |                        |                  |  |  |              |              |  |  |        |        |
|  | Allemagne           |                     |           | 3                      |                        |                  |  |  |              |              |  |  |        |        |
|  | Croatie             | 1                   |           |                        |                        |                  |  |  |              |              |  |  |        |        |
|  | Croatie             | 1                   | Allemagne | 2                      |                        |                  |  |  |              |              |  |  |        |        |
|  |                     |                     | Allemagne | 2                      |                        |                  |  |  |              |              |  |  |        |        |
|  |                     | France              | 2         |                        |                        |                  |  |  |              |              |  |  |        |        |
|  | France              | France              | 2         | 4                      |                        |                  |  |  |              |              |  |  |        |        |
|  | France              |                     |           | 4                      |                        |                  |  |  |              |              |  |  |        |        |
|  | Slovaquie           | 0                   |           |                        |                        |                  |  |  |              |              |  |  |        |        |
|  | Slovaquie           | 0                   | Autriche  | 4                      |                        |                  |  |  |              |              |  |  |        |        |
|  |                     |                     | Autriche  | 4                      |                        |                  |  |  |              |              |  |  |        |        |
|  |                     | Suède               | 0         |                        |                        |                  |  |  |              |              |  |  |        |        |
|  | Suède               | Suède               | 0         | 3                      |                        |                  |  |  |              |              |  |  |        |        |
|  | Suède               |                     |           | 3                      |                        |                  |  |  |              |              |  |  |        |        |
|  | Finlande            | 1                   |           |                        |                        |                  |  |  |              |              |  |  |        |        |
|  | Finlande            | 1                   | Suède     | 3                      |                        |                  |  |  |              |              |  |  |        |        |
|  |                     |                     | Suède     | 3                      |                        |                  |  |  |              |              |  |  |        |        |
|  |                     | États-Unis          | 1         |                        |                        |                  |  |  |              |              |  |  |        |        |
|  | États-Unis          | États-Unis          | 1         | 3                      |                        |                  |  |  |              |              |  |  |        |        |
|  | États-Unis          |                     |           | 3                      |                        |                  |  |  |              |              |  |  |        |        |
|  | Liechtenstein       | 2                   |           |                        |                        |                  |  |  |              |              |  |  |        |        |
|  | Liechtenstein       | 2                   | Suède     | 3                      |                        |                  |  |  |              |              |  |  |        |        |
|  |                     |                     | Suède     | 3                      |                        |                  |  |  |              |              |  |  |        |        |
|  |                     | Canada              | 1         |                        |                        |                  |  |  |              |              |  |  |        |        |
|  | Suisse              | Canada              | 1         | 1                      |                        |                  |  |  |              |              |  |  |        |        |
|  | Suisse              |                     |           | 1                      |                        |                  |  |  |              |              |  |  |        |        |
|  | Canada              | 3                   |           | Match pour la 3e place | Match pour la 3e place |                  |  |  |              |              |  |  |        |        |
|  | Canada              | 3                   | Canada    | Match pour la 3e place | Match pour la 3e place | 2                |  |  |              |              |  |  |        |        |
|  |                     |                     | Canada    |                        |                        | 2                |  |  |              |              |  |  |        |        |
|  |                     | République tchèque  | 2         |                        |                        |                  |  |  |              |              |  |  |        |        |
|  | Italie              | République tchèque  | 2         | 1                      | Allemagne              | 2                |  |  |              |              |  |  |        |        |
|  | Italie              |                     |           | 1                      | Allemagne              | 2                |  |  |              |              |  |  |        |        |
|  | République tchèque  | 3                   |           | Canada                 | 2                      |                  |  |  |              |              |  |  |        |        |
|  | République tchèque  | 3                   |           | Canada                 | 2                      |                  |  |  |              |              |  |  |        |        |

### Classement final
| Rang               | Pays               | Skieurs |
| ------------------ | ------------------ | --- |
| Médaille d'or      | Autriche           | Nicole Hosp Michaela Kirchgasser Carmen Thalmann Marcel Hirscher Marcel Mathis Philipp Schörghofer           |
| Médaille d'argent  | Suède              | Nathalie Eklund Frida Hansdotter Maria Pietilä Holmner Jens Byggmark Mattias Hargin André Myhrer             |
| Médaille de bronze | Allemagne          | Lena Dürr Maria Höfl-Riesch Veronique Hronek Fritz Dopfer Stefan Luitz Felix Neureuther                      |
| 4                  | Canada             | Marie-Michèle Gagnon Erin Mielzynski Brittany Phelan Elli Terwiel Philip Brown Michael Janyk                 |
| 5                  | Slovénie           | Ana Bucik Ana Drev Ilka Štuhec Zan Kranjec Miha Kuerner Misel Zerak                                          |
| 5                  | France             | Anne-Sophie Barthet Anémone Marmottan Tessa Worley Thomas Mermillod-Blondin Steve Missillier Steven Théolier |
| 5                  | États-Unis         | Stacey Cook Laurenne Ross Mikaela Shiffrin Will Brandenburg David Chodounsky Tim Jitloff                     |
| 5                  | République tchèque | Martina Dubovská Katerina Paulathová Valentina Volopichová Ondřej Bank Ondřej Berndt Filip Trejbal           |
| 9                  | Norvège            | Mona Løseth Nina Løseth Leif Kristian Haugen Henrik Kristoffersen                                            |
| 9                  | Croatie            | Andrea Komšić Sofija Novoselić Sasa Tršinski Ivica Kostelić Dalibor Šamšal Filip Zubčić                      |
| 9                  | Slovaquie          | Veronika Zuzulová Petra Vlhova Matej Falat Adam Zampa Andreas Zampa                                          |
| 9                  | Finlande           | Nina Halme Tanja Poutiainen Victor Malmström Eemeli Pirinen Marcus Sandell                                   |
| 9                  | Liechtenstein      | Anna-Laura Bühler Joana Frick Marina Nigg Nico Gauer Marco Pfiffner                                          |
| 9                  | Suisse             | Michelle Gisin Wendy Holdener Rahel Kopp Reto Schmidiger Markus Vogel                                        |
| 9                  | Italie             | Chiara Costazza Elena Curtoni Denise Karbon Matteo Marsaglia Roberto Nani Davide Simoncelli                  |

(*) Remplaçant n'ayant pas couru